# Geissorhiza pseudinaequalis
Geissorhiza pseudinaequalis är en irisväxtart som beskrevs av Peter Goldblatt. Geissorhiza pseudinaequalis ingår i släktet Geissorhiza och familjen irisväxter. Inga underarter finns listade i Catalogue of Life.